# راندي هوبر
راندي هوبر (بالإنجليزية: Randy Hopper)‏ هو شخصية أعمال وسياسي أمريكي، ولد في 23 يناير 1966 في تلورفيل في الولايات المتحدة. حزبياً، نشط في الحزب الجمهوري. وقد انتخب عضو مجلس ولاية ويسكونسن.